# Carmen Hertz
Carmen Adelaida Hertz Cádiz (Santiago, 19 de juny de 1945) és una advocada, que va participar en diverses institucions de protecció dels drets humans, diplomàtica i política xilena. Va participar en la Rectoria de la Solidaritat, la Fundació d'Ajuda Social de les Esglésies Cristianes (Fasic), la Corporació Nacional de Reparació i Reconciliació i el Programa de DDHH del Ministeri de l'Interior, abans de ser directora de Drets Humans i Directora Jurídica del Ministeri de Relacions Exteriors una vegada aconseguit el retorn a la democràcia. Entre 2006 i 2009 va exercir com a ambaixadora del seu país davant la República d'Hongria.
Membre del Partit Comunista de Xile (PCCh), des de març de 2018 exerceix com a diputada pel districte 8, de la Regió Metropolitana de Santiago.